# Dharambir Singh
Dharambir Singh (né le 10 décembre 1990) est un athlète indien, spécialiste du 200 mètres. 

## Biographie
Originaire de l'État d'Haryana, Dharambir Singh se distingue en 2012 en remportant le titre national sur 200 mètres, dans le temps de 21 s 00, un record personnel qui bat les 21 s 20 réalisés en 2010 lors des quarts de finale des Jeux du Commonwealth.
En mai 2015, il gagne le 200 m de la Federation Cup à Mangalore en 20 s 87. En juin, aligné aux Championnats d'Asie, il monte sur la 3e marche du podium en terminant derrière le Qatarien Femi Ogunode et le Saoudien Fahhad Mohammed al-Subaie. En 20 s 66 il bat le record de l'Inde détenu depuis 2000 par Anil Kumar. 
Le 11 juillet 2016 à Bangalore, il fait mieux avec 20 s 45, ce qui lui donne aussi in extremis le minima pour les Jeux olympiques de Rio. Cependant l'athlète est testé positif à un stéroïde anabolisant. Interdit de Jeux, il écope de huit ans de suspension.

### Palmarès
| Date | Compétition         | Lieu  | Résultat | Épreuve | Performance |
| ---- | ------------------- | ----- | -------- | ------- | ----------- |
| 2015 | Championnats d'Asie | Wuhan | 3e       | 200 m   | 20 s 66     |

### Records
| Épreuve    | Performance | Lieu  | Date        |
| ---------- | ----------- | ----- | ----------- |
| 200 mètres | 20 s 66     | Wuhan | 7 juin 2015 |